# Gruppo Iren
Iren S.p.A. ist eine italienische Holdinggesellschaft, die Dienstleistungen der öffentlichen Versorgung erbringt. Das Unternehmen mit Hauptsitz in Reggio nell’Emilia wurde am 1. Juli 2010 gegründet und ist an der Borsa Italiana im FTSE Italia Mid Cap notiert.

## Geschichte
Iren entstand am 1. Juli 2010 aus der Eingliederung von Enìa S.p.A.in die Iride S.p.A. Enìa S.p.A. war ein 2005 entstandener Zusammenschluss aus den Versorgungsunternehmen in den Provinzen Parma (AMPS), Piacenza (TESA) und Reggio Emilia (AGAC). Iride S.p.A. war seinerseits ein 2006 entstandener Zusammenschluss der Azienda Energetica Metropolitana Torino (AEM Torino) aus Turin und der 1922 in Genua als Gasversorger gegründeten Azienda Municipalizzata Gas e Acqua (AMGA).

## Geschäftsbereiche
Iren ist ein Strom-, Wasser-, Gas-  und Fernwärmeversorger, der auch in der Abfall- und Abwasserentsorgung tätig ist. Über 7000 Mitarbeiter bedienen rund 1,9 Millionen Abnehmer in der Energieversorgung, rund 2,8 Millionen Einwohner mit der Wasserver- und -entsorgung und über 2,3 Millionen Einwohner mit Abfallentsorgung.
Nach eigenen Angaben ist das Unternehmen der größte Fernwärmeversorger Italiens gemessen am Ausschlussvolumen, der drittgrößte Wasserversorger und Abfallentsorger des Landes und die Nummer fünf bei Strom- und Gas.

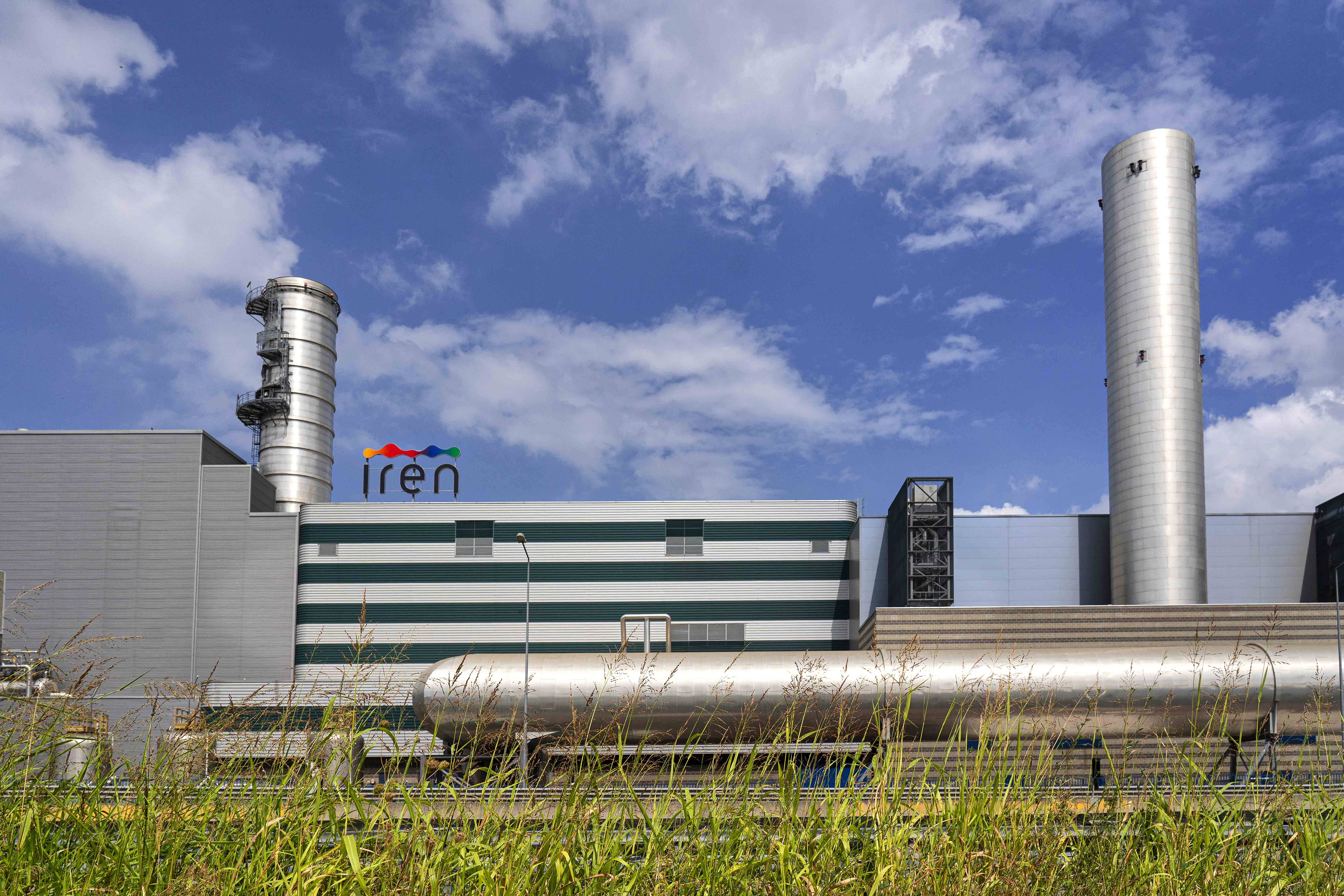
Heizkraftwerk der Gruppo Iren in Turin

## Aktionärsstruktur
(Stand: Oktober 2023)
- 18.851 %: Stadt Genua über FSU (Finanziaria Sviluppo Utilities)
- 13,803 %: Stadt Turin über FCTH (Finanziaria Città di Torino Holding)
- 06,423 %: Stadt Reggio nell’Emilia
- 03,848 %: Intesa Sanpaolo
- 03,163 %: Stadt Parma
- 02,498 %: Metro Holding Torino S.r.l.
- 41,900 %: Streubesitz